# Hoplocryptus quadriguttatus
Hoplocryptus quadriguttatus är en stekelart som först beskrevs av Johann Ludwig Christian Gravenhorst 1829.  I den svenska databasen Dyntaxa används istället namnet Aritranis quadriguttatus.
Enligt Catalogue of Life ingår Hoplocryptus quadriguttatus i släktet Hoplocryptus och familjen brokparasitsteklar, men enligt Dyntaxa är tillhörigheten istället släktet Aritranis och familjen brokparasitsteklar. Arten är reproducerande i Sverige. Inga underarter finns listade i Catalogue of Life.